# Mariánské hradby
Mariánské hradby je pojmenování pro část barokního opevnění Prahy na levém břehu Vltavy a název přilehlé ulice u Královské zahrady. Byly pojmenovány podle kostelíka Panny Marie stávajícího poblíž Bruské brány. Od Prašného mostu se táhly přes Pohořelec a Petřín směrem dolů k Vltavě. Byly na něm bašty pojmenované podle svatých o rozloze asi 60x60 m a výšce 15-20 m. Odolaly např. obléhání Fridricha Pruského roku 1757, později však při nových způsobech vedení války neměly valného významu. Pro nedostatek financí chátraly a když začaly bránit rozvoji města, rozhodl císař František Josef I., aby Praha byla prohlášena otevřeným městem a městské hradby byly bořeny. S jejich bouráním bylo započato roku 1874.

## Návrh opevnění
Nedostatečnost středověkých hradeb (pocházejících z doby Karla IV.) pro obranu města, se projevila v plné míře za třicetileté války při obléhání Prahy Švédy v roce 1648, kdy švédské vojsko celkem bez větších problémů obsadilo Malou Stranu. Již v roce 1650 proto vypracoval pro císaře Ferdinanda III. generál Raimund hrabě Montecuccoli „pamětní spis“, kde doporučil přeměnu Prahy včetně Vyšehradu na moderní bastionovou pevnost. Návrh byl císařem přijat a podrobný opevňovací plán vypracovali italští odborníci, zejména fortifikační inženýr, plukovník Inocentio hrabě Conti a další, jako J. Prianni a G. Pieroni. Na výstavbě hradeb, která započala v roce 1653 a do dokončení kolem roku 1730 trvala bezmála 80 let, se podílela řada významných stavitelů – např. Carlo Lurago, Anselmo Lurago, Kryštof Dientzenhofer, Vít Kaňka, Domenico Orsi nebo Kilián Ignác Dientzenhofer a Santino de Bossi.
Celková vojenská a obranná hodnota opevnění, tak jak bylo koncipováno, však byla již ve své době pochybná – chyběla především potřebná hloubka obranných opatření, kdy opevnění bylo redukováno prakticky pouze na jediný kordon bastionů a kurtin bez předsunutých obranných prvků, které byly budovány pouze „ad hoc“ tváří v tvář aktuálnímu ohrožení ve zcela nedostatečné míře a provedení a Praha byla zranitelná zejména dělostřeleckým ostřelováním z přilehlých výšin a přístupů.

## Výstavba hradeb

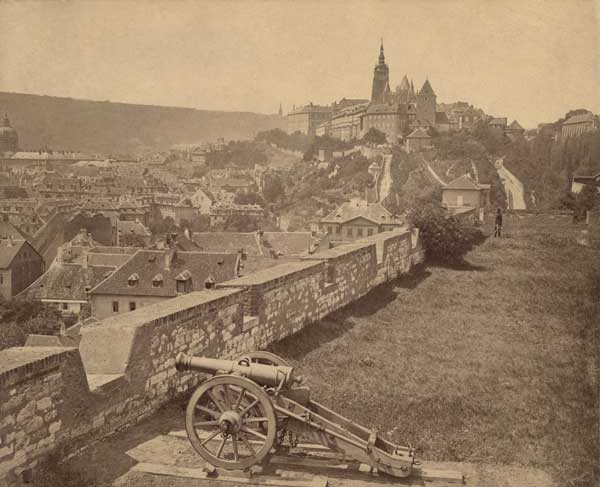
Pohled na Pražský hrad z Mariánské bašty v roce 1870

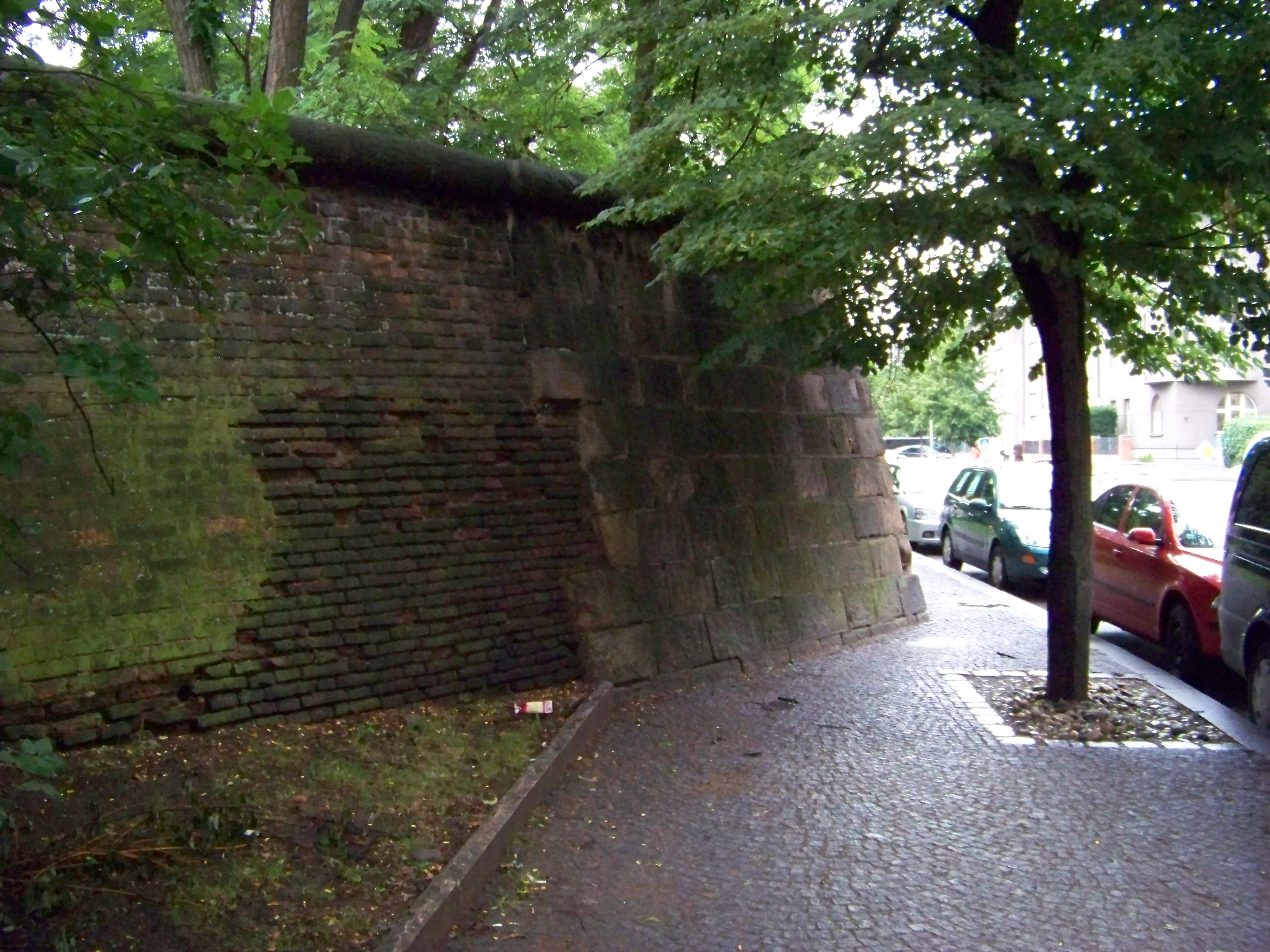
Cihlová hradba s kamenným ukončením a kamenným nárožním armováním.

Situaci v severní části pražského opevnění měli stavitelé usnadněnou tím, že již dříve byly v severním předpolí města budovány sypané bastionové valy, na které bylo možné navázat, propojit je navzájem kurtinami a opatřit zděným armováním. Kolem roku 1668 byly dokončeny bastiony VIII. a IX. kolem Strahovské brány a další úseky navázaly v průběhu let sedmdesátých. Velká část opevnění severně od Hradu však ještě počátkem 18. století zůstávala v původním provizorním stavu (bez armování) a v definitivní podobě byla dokončena teprve v prvních dvou dekádách 18. století.
V roce 1721 byla dokončena Písecká brána, i když dokončovací práce v jejím okolí probíhaly ještě zhruba další dva roky. Výstavba opevnění skončila teprve v roce 1727 dokončením stavby Strahovské (Říšské) brány na Pohořelci jako jeden z největších stavebních počinů své doby - celkové náklady na realizaci několik desetiletí trvajícího stavebního díla lze odhadnout na tehdy závratnou sumu asi 2 milionů zlatých. Všechny bastiony měly jednoduchý čtyřboký tvar bez ochranných uch – tzv. orillonů, zemní val, silný 17 – 30 metrů byl armován zdivem z lomového kamene o síle cca 450 – 300 cm a v líci opatřen cihelnou obezdívkou. Výška stěn eskarpy se pohybovala kolem 650 cm podle místních podmínek. Nároží bastionů byla bosována kamennými kvádry, které tvořily rovněž podezdívku a kordonovou římsu mírně ukloněné eskarpové stěny.
Nad úrovní kamenného kordonu byl obvykle ještě zhruba 3 m vysoký zemní násyp, na jehož koruně byl vybudován banket s ochranou předprsní pro ochránce a dělová postavení, kolem nichž byly navíc rozmisťovány proutěné koše, naplněné kamením a zeminou, někdy i dřevěné palisády. V závislosti na velikosti bastionů zde bylo umístěno 5 – 8 děl, na kratších bastionových bocích se vešly zpravidla maximálně tři děla. Za ochranným valem probíhala valová cesta, která byla používána pro pohyb obránců a přísun materiálu a munice – z vnitřního prostoru opevnění byly vybudovány zemní přístupové rampy. Po takřka celém obvodu hradebního pásu byl vybudován suchý příkop o hloubce kolem pěti metrů, jeho šířka dosahovala před špicemi bastionů až 60 m. Dno příkopu se svažovalo ve středu, kde byla pro odvod dešťové vody zřízena strouha – tzv. kyneta.
Severní část bastionového opevnění od pravé části kurtiny mezi bastiony X. – XI. (u vojenského hřbitova), až po bastion XIX. (dnes Kramářova vila), měla poněkud odlišné uspořádání. Tato část později dostala podle kaple Panny Marie Pomocné v Šancích, postavené v roce 1735 u Písecké brány Kiliánem Ignácem Dientzenhoferem, název Mariánské hradby. Rozdíl spočíval v tom, že bastiony byly opatřeny pouze nižší armovanou eskarpou (kolem pěti metrů), na níž byl navršen nízký val, chránící střelecká postavení – tzv. fausse-braye. Teprve za tím byl navršen hlavní zemní val s předprsní pro střelce a s dělovými postaveními, který dosahoval výšky až 13,5 m nade dnem příkopu. Tak vzniklo stupňovité obranné uspořádání, které jednak zesilovalo obranný potenciál příkopu, jednak vytvářelo dvojitou střeleckou linii ve dvou úrovních s vyšší palebnou silou.

## Vojenský význam

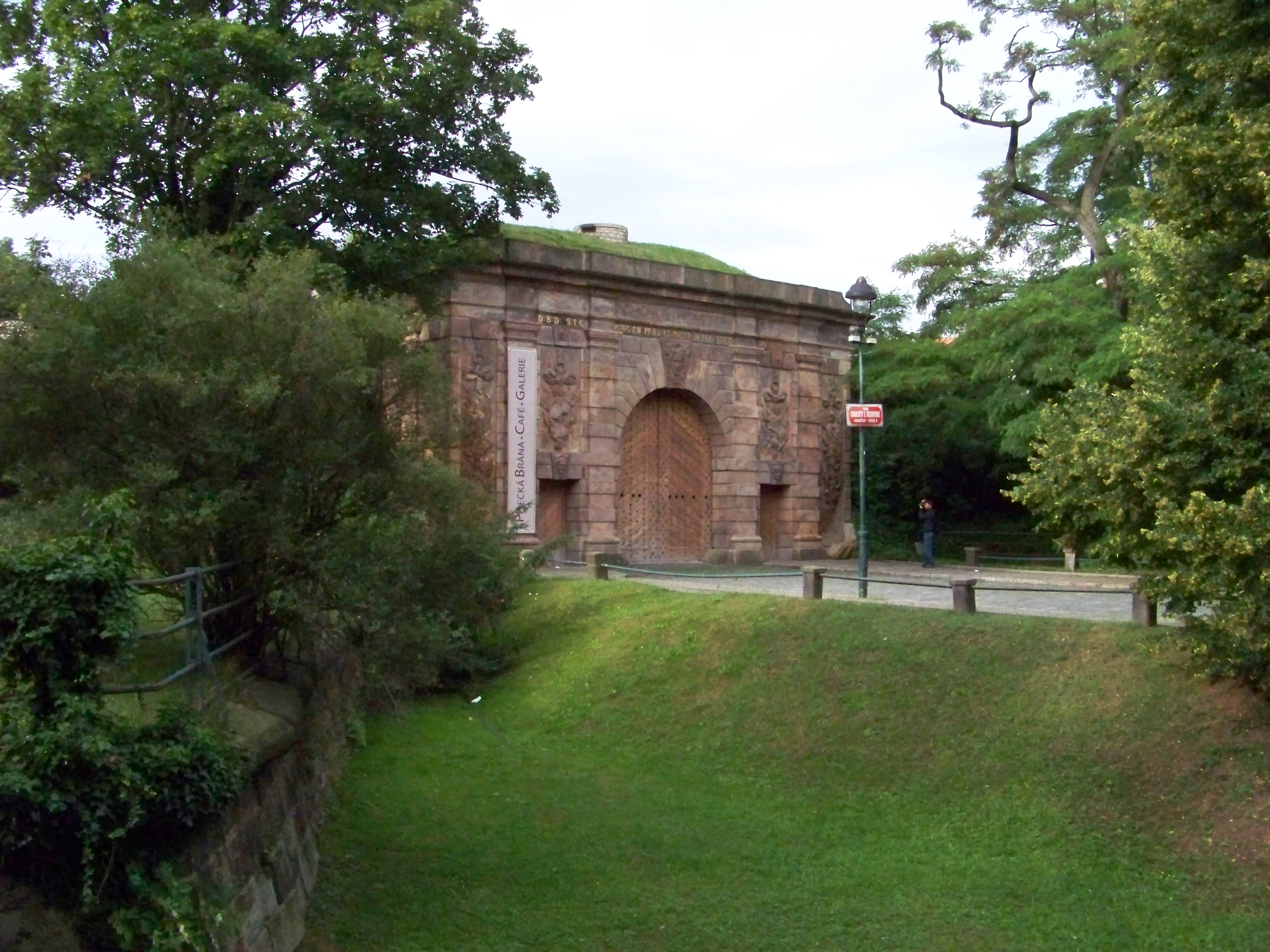
Písecká brána

Jak již bylo řečeno, slabinou pražské pevnosti byly právě neopevněné klíčové výšiny v okolí, vhodné pro rozmístění dělostřeleckých baterií a bombardování města. Bez vysunutých pevnostních prvků na Vítkově, Šibeničním vrchu, Vinohradech, na Bílé Hoře, Andělce a Letné nebylo možno pražské opevnění účinně bránit před ničivou dělostřeleckou palbou. Příčinou nedostatků v koncepci a provedení pražské fortifikace lze spatřovat především v tom, že se na ní podíleli vojenští odborníci, kteří nestačili nebo nechtěli sledovat nejnovější znalosti opevňovacího umění a v podstatě mechanicky opakovali staré vzory novoitalské a staroholandské fortifikační školy a neaplikovali moderní trendy a znalosti pevnostního stavitelství z dalších evropských zemí. Mimo jiné se na tom podílela absence odborného vojensko-inženýrského školství, většina projektantů byla najímána „ad hoc“ a jejich odbornost a způsobilost nebyla vždy tím hlavním kritériem.
Přes tyto nedostatky lze konstrukci pražských bastionových hradeb považovat za velmi odolnou – během existence opevnění sice byla Praha třikrát dobyta (v letech 1742-1744), pouze ve dvou případech však došlo k průlomu hradeb pomocí obléhacích děl (Na Pohořelci a Na Poříčí), pouze jednou (v roce 1744) díky tomu část města padla do nepřátelských rukou. Mnohem nebezpečnějším faktorem byly nečekané přepady špatně hlídaného opevnění a bran. Příčinou obsazení pevnosti bývalo též vyčerpání zásob nebo morální odolnosti obránců. Velmi ničivé však vždy bylo dělostřelecké ostřelování ze vzdálenějších pozic, které často vedlo ke kapitulaci obrany města. Tady sehrál svou roli fakt, že pražská pevnost byla zároveň hlavním městem království s velkým počtem obyvatel, které bylo v době obležení nepřátelským vojskem nemožné dlouhodoběji zásobovat a udržet potřebnou morálku obyvatel i obránců pevnosti.

## Po ztrátě vojenského významu

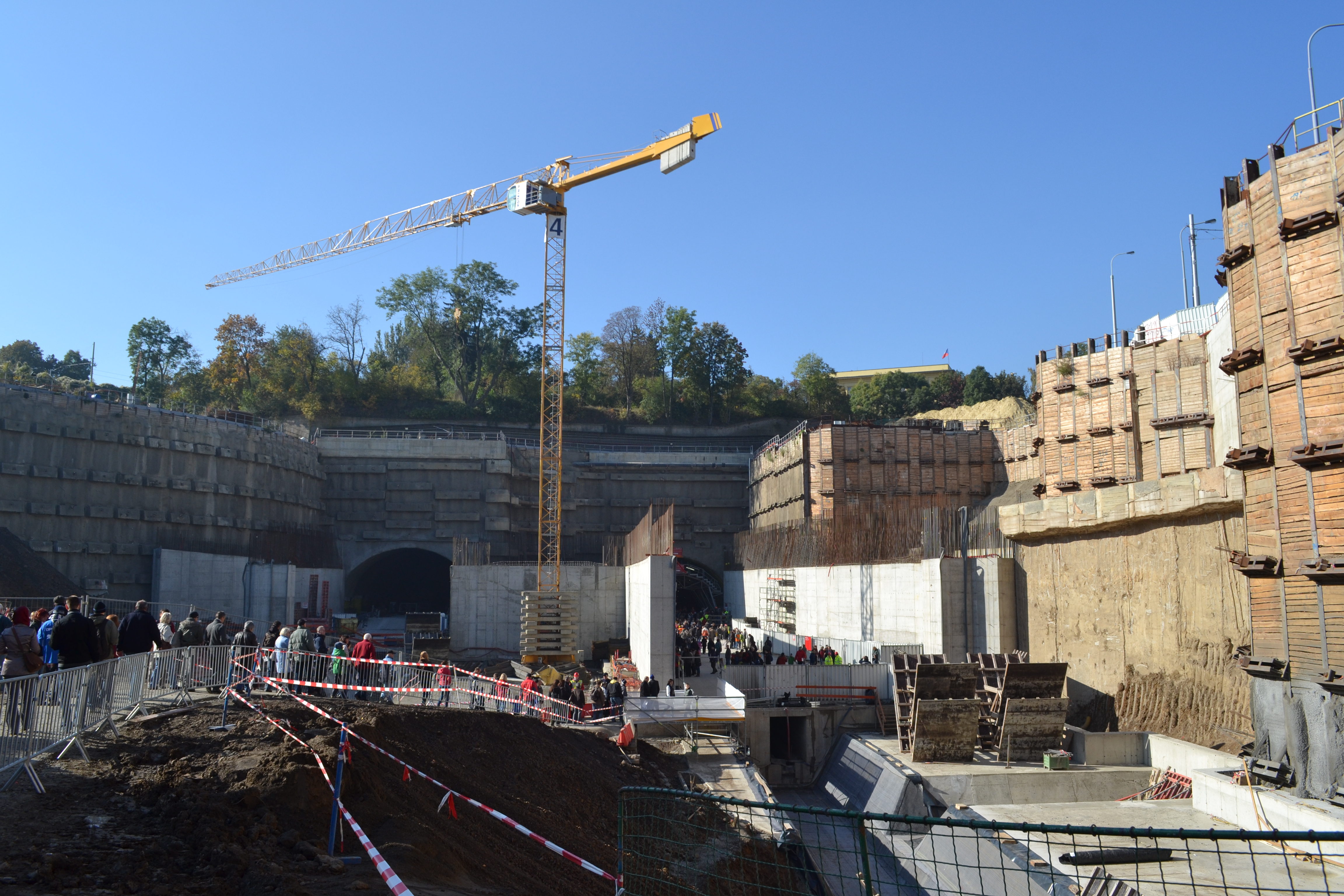
Tubusy tunelu Blanka ražené pod Mariánskými hradbami (v horní části snímku)

Po zrušení pražské pevnosti, ke kterému došlo po prohrané Prusko-rakouské válce v roce 1866, přežívaly bývalé barokní hradby již bez vojenského významu. Fortifikační pozemky byly postupně vykupovány tak, jak se měnily plány a podmínky využití souvisejícího území. Tak byly obcí pražskou od vojenského eráru v roce 1901 vykoupeny i pozemky kolem Bruské brány a využity dílem pro obytnou výstavbu – na bývalých bastionech sv. Jiří, sv. Ludmily a sv. Tomáše. Součástí smlouvy obce s erárem byl i závazek zbořit Píseckou bránu – tomu se však vzepřeli tehdejší zastánci „pražských starožitností“ a staré Prahy, kteří se peticemi k městské radě i k c. k. Ústřední komisi pro zachování památek historických a uměleckých ve Vídni nakonec domohli toho, že od zbourání brány bylo v roce 1903 ustoupeno.
Mezitím už ale došlo k částečnému zasypání příkopu a odkopání valů na hradbách – bylo tedy rozhodnuto, že brána zůstane zachována pouze částečně tak, že budou stržena jen křídla s vojenskými strážnicemi po stranách a kolem brány bude zřízen sad – zůstal tedy zachován pouze zalomený průjezd s jednou místností stráže, pozměněny byly i výškové poměry okolního terénu a napojení navazujících komunikací. Na jižním předpolí se zachoval původní domek mýtnice (č. p. 204) a zbytky původní kaple Panny Marie Pomocné, postavené v roce 1557 – 61, zrušené roku 1792 a později přestavěné na rodinný dům (č. p. 202).
Cesta k bráně vedla od Malé Strany tzv. Chotkovou silnicí, postavenou v roce 1831, která nahradila starší cestu, vedenou hlubokým úvozem tzv. „Myší dírou“ z Klárova na Letnou (dnes ul. Pod Bruskou). Původní návaznost Chotkovy silnice je doposud zachována jako dlážděná cesta od brány směrem ke křižovatce Chotkovy, Bádeniho a Mariánských hradeb.
Na západ od Písecké brány byly hradby v roce 1898 zbořeny včetně bašty XV. Na jejich místě byla v letech 1899-1901 vybudována Královská vojenská škola (dnes Ministerstvo obrany).

## Popis památkově chráněných zbytků
Jako památka s rejstříkovým číslem 44513/1-482 jsou na katastru Hradčan chráněny tyto součásti:
Praha 1, ZSJ Strahovská zahrada:
- bastion IV. sv. Karla s kurtinou, parc. 282/1, 282/5, 50°4′48,34″ s. š., 14°23′51,84″ v. d., na baště je sad proti hvězdárně, proti Šermířské ulici na Strahově
- bastion V. sv. Vavřince s kurtinou, parc. 282/2, 282/3, 50°4′51,66″ s. š., 14°23′40,1″ v. d., proti horní stanici petřínské lanovky, proti Olympijské ulici na Strahově
- stavba bez čp. na bastionu V. parc. 283 část, 50°4′52,78″ s. š., 14°23′42,05″ v. d.
- bastion VI. sv. Vojtěcha s kurtinou, parc. 282/2, 50°4′54,93″ s. š., 14°23′27,74″ v. d., mezi Strahovskou, Olympijskou a Vaníčkovou ulicí, na baště je vysílač
- stavba bez čp. na bastionu VI., parc. 288/1 část, 50°4′58,73″ s. š., 14°23′30,85″ v. d.
- bastion VII. sv. Norberta s kurtinou, parc. 282/2, 50°4′59,19″ s. š., 14°23′17,16″ v. d., mezi Strahovskou a Vaníčkovou ulicí, v zákrutu Vaníčkovy ulice
- bastion VIII. sv. Špitálský s kurtinou, parc. 282/2, kurtina bastionu VIII. parc. 297, terasa bastionu VIII. parc. 298, 50°5′6,53″ s. š., 14°23′8,66″ v. d., mezi Strahovskou a Vaníčkovou ulicí, podél Diskařské ulice
- stavba bez čp. na levé straně Strahovské brány, parc. 296, levá strana Strahovské brány, parc. 297, 298, 50°5′9,01″ s. š., 14°23′13,43″ v. d.

Praha 6, ZSJ Na hradbách:
- bašta X. sv. Františka Borgii, parc. 340, 50°5′24,45″ s. š., 14°23′12,81″ v. d., mezi Keplerovou ulicí a parkem Maxe van der Stoela[3]
- část Kamenné bašty XI. a kurtina, parc. 337, 50°5′32,37″ s. š., 14°23′17,45″ v. d., mezi Keplerovou ulicí a parkem Maxe van der Stoela, vyhlídková plošina, (na kurtině náhrobky bývalého vojenského hřbitova hradčanské dělostřelecké posádky)
- část bašty XII. Panny Marie, parc. 364, 443/2, 50°5′38,39″ s. š., 14°23′27,38″ v. d., u Patočkovy ulice západně od ulice U Brusnice
- bašta XIII. sv. Benedikta, parc. 446, 454, 50°5′39,1″ s. š., 14°23′37,79″ v. d., mezi ulicemi Jelení a Milady Horákové, východně od ulice U Brusnice a budovy ministerstva kultury (Milady Horákové 139)
- bašta XIV. sv. Václava, kurtina, parc. 454, 50°5′40,23″ s. š., 14°23′47,96″ v. d., mezi ulicemi Jelení, U Prašného mostu a Milady Horákové. Před baštami XIII s. Benedikta a XIV sv. Václava je socha[4] a park Marie Terezie.

Praha 6, ZSJ U Písecké brány:
- bašta XVI. sv. Jiří, parc. 758, 763, 50°5′45,06″ s. š., 14°24′14,05″ v. d., podle bašty pojmenována ulice Na baště sv. Jiří
- Písecká brána (K Brusce 208/5, U Písecké brány 208/20), parc. 593, 594, 595, 596, 597, 598, 599, 652/2, 766/5, 50°5′42,77″ s. š., 14°24′21,06″ v. d., na ulici K Brusce u ulice U Písecké brány
- bašta XVII sv. Ludmily, parc. 770, 771, 50°5′46,65″ s. š., 14°24′27,22″ v. d., podle bašty pojmenována ulice Na baště sv. Ludmily. Před baštou XVI sv. Jiří, Píseckou bránou a baštou XVII sv. Ludmily je park Charlotty G. Masarykové.

Praha 1, ZSJ Hrad:
- bašta XVIII sv. Tomáše, parc. 774, 50°5′43,29″ s. š., 14°24′39,04″ v. d., podle bašty pojmenována ulice Na baště sv. Tomáše (s vilou Rudolfa Stockara, Na baště sv. Tomáše 231/5)
- kurtina mezi baštou XVIII a XIX, parc. 691
- bašta XIX. sv. Máří Magdaleny, parc. 697, 50°5′34,7″ s. š., 14°24′42,98″ v. d., mezi Kramářovou vilou a Hanavským pavilonem.